# Lophosoria contracta
Lophosoria contracta là một loài dương xỉ trong họ Dicksoniaceae. Loài này được A.R. Sm. mô tả khoa học đầu tiên..
Danh pháp khoa học của loài này chưa được làm sáng tỏ. 